# Magnus Andersson (piłkarz ręczny)
Magnus Andersson (ur. 17 maja 1966 w Linköping) – szwedzki piłkarz ręczny oraz trener. Trzykrotny medalista olimpijski.
W reprezentacji Szwecji w latach 1988–2003 rozegrał 307 spotkań i zdobył 922 bramki. Dwukrotnie zdobywał tytuł mistrza świata (1990 i 1999), trzy razy zwyciężał w mistrzostwach kontynentu. Na trzech igrzyskach z rzędu – w 1992, 1996, 2000 – z reprezentacją Szwecji zdobył srebrne medale.
Jako trener pracuje w Danii (AG København).